# Die professor en die Prikkelpop
Pour plus de détails, voir Fiche technique et Distribution.
Die Professor en die Prikkelpop (The Professor and the Beauty Queen en anglais) est un film sud-africain de langue principalement anglaise et afrikaans, réalisé par Jamie Uys et sorti le 10 octobre 1967. Il s'agit du premier film réalisé par Jamie Uys pour Mimosa Film. 
La chanteuse Carike Keuzenkamp joue dans le film et y interprète la chanson Timothy qui devint un titre à succès de la fin d'année 1967 en Afrique du Sud. 
Après Daar doer in die bosveld, Daar doer in die stad et Hans en die Rooinek, Jamie Uys interprète une nouvelle fois un personnage afrikaner s'appelant Hans Botha. 

## Genre
Le film est une comédie.  

## Synopsis
La ville (fictive) de Pietergrahamsbosch en Afrique du Sud organise son premier concours de beauté, "Miss South East", avec pour récompense un prix de 20000 rands. Douze candidates sont retenues sur photographie et se présentent devant le jury final. Parmi elles, il y a Katya Skorzeny, une réfugiée d'Europe de l'Est, qui veut gagner le prix pour aider son père et son frère à payer son visa pour sortir de Hongrie, Martie Theron, une institutrice de la ville conservatrice et afrikaner de Winburg et une candidate, Serena Price, épaulée par des mafieux qui font chanter plusieurs membres du jury et kidnappent le fils muet du professeur Botha lequel fait office de chaperon et d'accompagnateur.

## Fiche technique
- Producteur superviseur: Boet Troskie
- Producteur : Jamie Uys
- Film en couleur
- Film en langue anglaise (principale) et en langue afrikaans
- Réalisateur : Jamie Uys
- Scénario : Jamie Uys
- Directeur de photographie : Freddy Ford
- Producteur et distributeur : Mimosa Films
- Lieux du tournage : Humansdorp, Winburg, Johannesburg
- Durée : 84 minutes
- Pays d'origine :  Afrique du Sud
- Sortie en Afrique du Sud: 1967

## Distribution
- Jamie Uys : Professeur Hans Botha
- Reinet Maasdorp : Katya Skorzeny
- Gert van den Bergh : Dr. Koos Hattingh
- Tani de Lange : Sue Pearson
- Bernadette da Silva : Serena Price
- Carike Keuzenkamp : Susan Roux, la candidate à la guitare
- Gordon Mulholland : Joe
- Erica Rogers  : Belinda Starr
- Liezel Bosman : Martie Theron
- Sarah Sylvia : Irina Skorzeny
- Geneviève Waïte : Anne Farmer
- Arthur Swemmer : Vermooten
- Johan du Plooy : Martins
- Wilhelm Esterhuizen : le conducteur de camionnette
- Marina Christelis : Joe Anne Adams
- Brian O'Shaughnessy : Eric